# Сильва, Марсело
Марсело Андрес Сильва Фернандес (исп. Marcelo Andrés Silva Fernández; 21 марта 1989, Мерседес, Уругвай) — уругвайский футболист, защитник клуба «Реал Солт-Лейк».

## Клубная карьера
Карьеру в профессиональном футболе Марсело Сильва начал с клубом «Данубио», являющийся представителем уругвайского чемпионата по футболу. В течение первого сезона молодой футболист получил достаточно игровой практики, чтобы окрепнуть силами после выступлений в составе молодёжной команды академии. Уровень уругвайского футболиста был гораздо выше его одноклубников его же возраста, потому европейские клубы видели в Марсело очень перспективного игрока, который мог бы подойти им.
Испанский клуб «Альмерия» подписал с уругвайским футболистом контракт летом 2010 года, после чего официально стал его игроком. На протяжении полутора лет Марсело Сильва находился в расположении клуба «Альмерия», привыкая к новому уровню футбола и новой обстановке, после того как покинул родной Уругвай. Несмотря на различный уровень футбола в его родной стране и Испании, Марсело Сильва очень уверенно начал выступать в матчах, где ему предоставлялась такая возможность.
В феврале 2012 года Марсело Сильва подписал с клубом «Пеньяроль» договор аренды, по которому выступал за него до лета 2012-го. Этот период времени Сильва провёл довольно продуктивно, выйдя на поле в 11 матчах временного клуба и забив 2 мяча.
1 августа 2014 года Сильва заключил однолетний контракт с клубом Сегунды «Лас-Пальмас».
22 июля 2015 года Сильва перешёл в «Реал Вальядолид».
16 июля 2016 года Сильва заключил годичный контракт с клубом «Реал Сарагоса».
3 июля 2017 года Сильва подписал контракт с клубом MLS «Реал Солт-Лейк». В американской лиге дебютировал 22 июля в матче против «Спортинга Канзас-Сити». 30 марта 2019 года в матче против «Далласа» забил свой первый гол за РСЛ. По окончании сезона 2019 «Реал Солт-Лейк» отклонил опцию продления контракта Сильвы, но 6 января 2020 года клуб перезаключил контракт с игроком. 17 июля 2022 года против «Спортинга Канзас-Сити» Сильва сыграл свой 100-й матч за «Реал Солт-Лейк» в MLS. По окончании сезона 2022 срок контракта Сильвы с «Реал Солт-Лейк» истёк, но, проведя переговоры, 16 декабря 2022 года игрок подписал с клубом новый контракт до конца сезона 2023 с возможностью продления.

## Карьера за сборную
В 2009 году Марсело Сильва вышел на поле 11 раз и забил 1 мяч в составе молодёжной сборной Уругвая до 20.